# Захарково (Курская область)
Захарково — село в Конышёвском районе Курской области России. Административный центр Захарковского сельсовета.

## География
Село находится на реке Котлевка (приток реки Вабля в бассейне Сейма), в 64 км от российско-украинской границы, в 58 км к северо-западу от Курска, в 6 км к юго-востоку от районного центра — посёлка городского типа Конышёвка.
Климат
Захарково, как и весь район, расположено в поясе умеренно континентального климата с тёплым летом и относительно тёплой зимой (Dfb в классификации Кёппена).
Часовой пояс
Село Захарково, как и вся Курская область, находится в часовой зоне МСК (московское время). Смещение применяемого времени относительно UTC составляет +3:00.

## Население
| 2002 | 2010 |
| ---- | ---- |
| 217  | ↘137 |

## Инфраструктура
Личное подсобное хозяйство. В селе 129 домов.

## Транспорт
Захарково находится в 61 км от автодороги федерального значения М3 «Украина» (Москва — Калуга — Брянск — граница с Украиной), в 44 км от автодороги М2 «Крым» (Москва — Тула — Орёл — Курск — Белгород — граница с Украиной, с подъездами к Туле, Орлу, Курску, Белгороду и историко-архитектурному комплексу «Одинцово»), в 45,5 км от автодороги А142 (Тросна — М-3 «Украина»), в 30 км от автодороги регионального значения 38К-038 (Фатеж — Дмитриев), в 5 км от автодороги 38К-005 (Конышёвка — Жигаево — 38К-038), в 6,5 км от автодороги 38К-023 (Льгов — Конышёвка), на автодорогe межмуниципального значения 38Н-134 (38К-005 — Захарково), в 4 км от ближайшего ж/д остановочного пункта 565 км (линия Навля — Льгов I).
В 154 км от аэропорта имени В. Г. Шухова (недалеко от Белгорода).